# Norberto Soares
Norberto Soares (Buenos Aires, 1944-13 de mayo de 1999) fue un escritor y periodista argentino. Compañero de trabajo y amigo de Miguel Briante, Jorge Di Paola y María Moreno, ejerció el periodismo cultural en diferentes medios gráficos de la Argentina, y dio a conocer la obra temprana de los escritores Luis Gusmán, Antonio Dal Masetto, Osvaldo Lamborghini y Osvaldo Soriano. Su único libro, Gente que baila, fue publicado en 1993 y reeditado en 2013 por Ricardo Piglia.

## Biografía
Norberto Soares nació en 1944 en la ciudad de Buenos Aires. Tuvo dos hijos, entre ellos, el poeta Lucas Soares, que nació en 1974. Fue compañero de trabajo y amigo del cuentista Miguel Briante, el novelista Jorge Di Paola y la cronista María Moreno.
Como periodista, ejerció el periodismo cultural en los diarios La Opinión, El Cronista y Página/12, y en las revistas Primera Plana, El Periodista de Buenos Aires y Acción. Además, dio a conocer la obra temprana de los escritores Luis Gusmán, Antonio Dal Masetto, Osvaldo Lamborghini y Osvaldo Soriano.
En 1993, publicó su único libro, Gente que baila, una colección de siete cuentos que abordan historias acerca de mujeres y la ciudad de Buenos Aires. En su reseña para el diario La Nación, el crítico cultural Maximiliano Tomas lo llamó un texto «extraordinario». Por su parte, la edición argentina de la revista Los Inrockuptibles calificó a los relatos de «brillantes», y destacó tanto su «honestidad infrecuente» como su humor «devastador».
Soares falleció el 13 de mayo de 1999 a causa de un paro cardíaco. En 2013, el escritor Ricardo Piglia reeditó Gente que baila para su Serie del Recienvenido del Fondo de Cultura Económica.

## Obra

### Cuento
- Gente que baila (1ª edición). Buenos Aires: Sudamericana. 1993. ISBN 9789500709095. Reeditado en el 2013 por el Fondo de Cultura Económica.